# Juniperus ashei
Juniperus ashei — вид хвойних рослин родини кипарисових.

## Поширення, екологія
Країни проживання: Мексика (Коауїла); США (Арканзас, Міссурі, Оклахома, Техас). Цей вид зустрічається на луках та чагарниках, іноді разом з Juniperus pinchotii, Pinus remota і Quercus; в піщаному або кам'янистому ґрунті на рівнинах, на кручах і хребтах, на схилах або уздовж русел в піщаному або кам'янистому ґрунті, зазвичай на вапняку. Висотний діапазон (150)600–1550 м. Клімат континентальний, з теплим літом і холодною зимою, сухим з більш спекотним літом на півдні ареалу.

## Морфологія
Дводомний великий кущ або невелике дерево, 6–10(15) м заввишки, як правило і до 50 см діаметром. Гілки довгі від розлогих до висхідних з округлою кроною. Кора на дрібних гілках спершу рожева, потім сіріє і лущиться; на стовбурі і великих гілках коричнева, вивітрюючись сіріє і відлущується тонкими смужками. Листя зеленого кольору, лускоподібне, від 2 до 5 мм в довжину. Пилкові шишки численні від майже кулястих до яйцеподібних, 2–4 × 2 мм, жовто-зелені дозрівають до рожевого або світло-коричневого кольору. Шишки зріють 1 рік, молоді шишки рожево-сизі, дозрівши темно-сині, від кулястих до широко-яйцюватих, 6–10 мм, соковиті і смолисті, з 1–2(3) насінням. Насіння широко-яйцеподібне, 4–6 × 3–4,5 мм, не сплющене, блискуче від жовто-коричневого до каштаново-коричневого кольору, з більш світлим рубчиком. 2n = 22.

## Використання
Жорстка і міцна, але світла деревина має пухку структуру. Випускає слабкий запах. Використовується локально, як дрова і для виготовлення огорож і телефонних стовпів. Зрілі шишки, сирі та приготовані, їстівні.

## Загрози та охорона
Ніяких конкретних загроз не було визначено для цього виду. Цей вид зростає у кількох охоронних територіях.

## Галерея

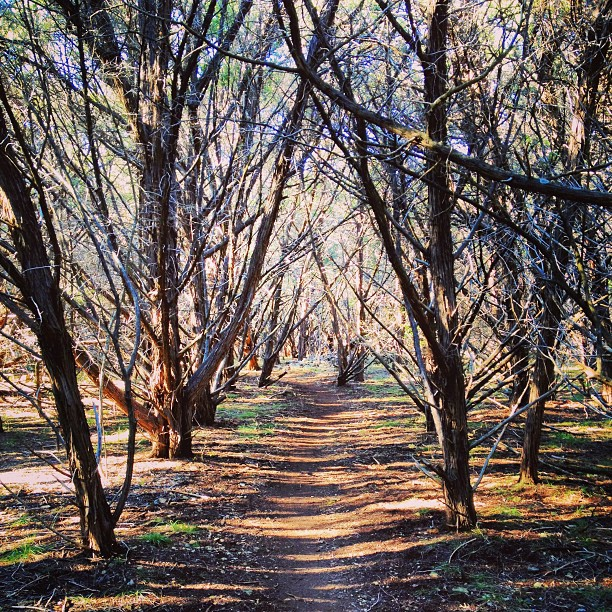
Ліс із ялівцю J. ashei
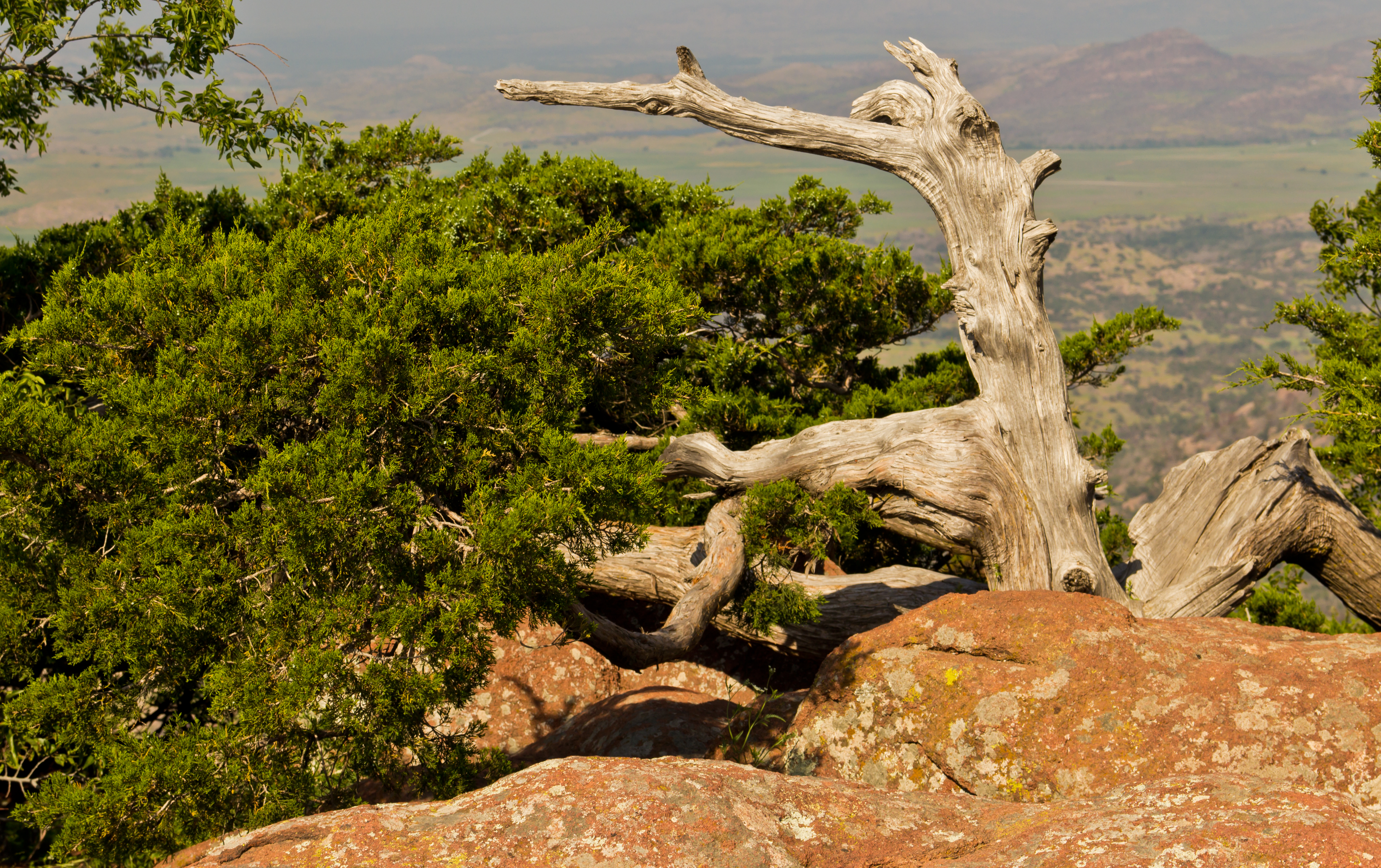
Вікова рослина
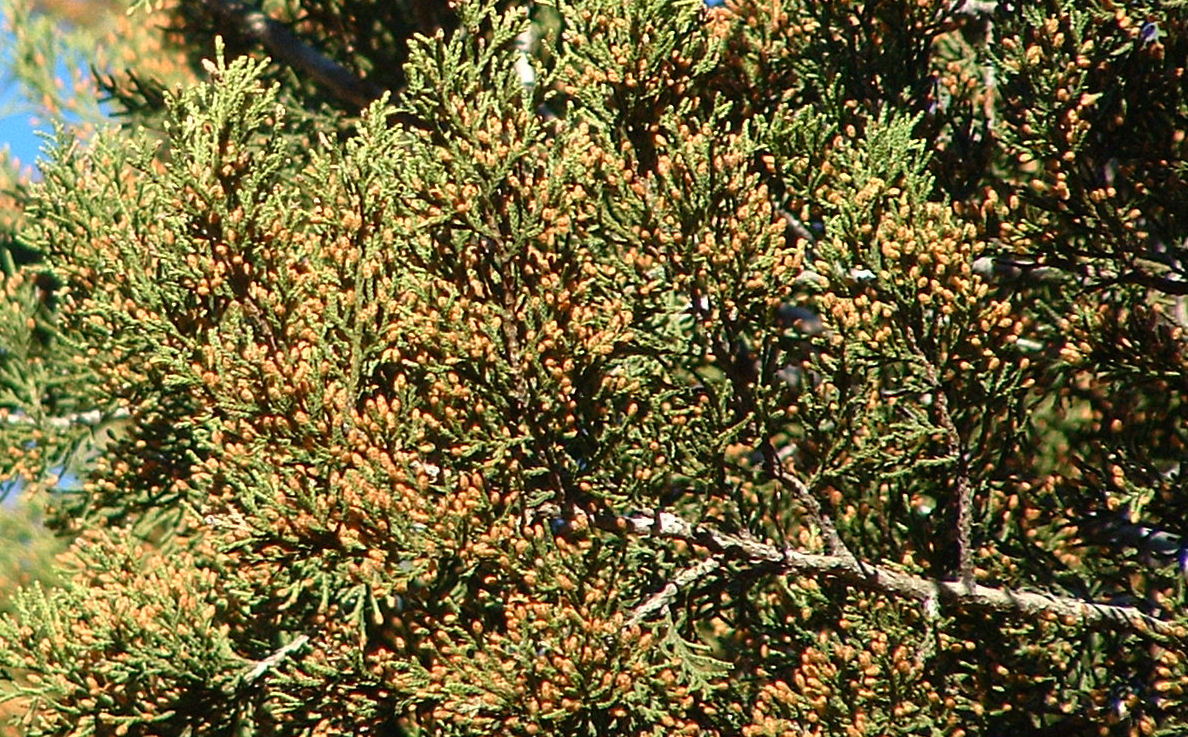
Чоловічі шишки